# Giải thưởng Hội Toán học Châu Âu
Giải thưởng Hội Toán học Châu Âu (EMS) là giải thưởng được trao 4 năm một lần tại Đại hội Toán học Châu Âu (ECM) cho các nhà toán học trẻ (dưới 36 tuổi). Số tiền thưởng là 5000 euro. Giải thưởng được trao lần đầu tiên tại Đại hội năm 1992 ở Paris. Trong số những người đạt giải tính đến năm 2016, 11 người đã nhận được Huy chương Fields (2018).

## Danh sách người đạt giải

### 2020/21 -Portorož
- Karim Adiprasito (Đức)
- Ana Caraiani (Romania)
- Alexander Efimov (Nga)
- Simion Filip (Cộng hòa Moldova)
- Alexander Logunov (Nga)
- Kaisa Matomäki (Phần Lan)
- Phan Thành Nam (Việt Nam)
- Joaquim Serra (Tây Ban Nha)
- Jack Thorne (Anh)
- Maryna Viazovska (Ukraine)

### 2016 -Berlin
- Mark Braverman (Israel)
- Vincent Calvez (Pháp)
- Hugo Duminil-Copin (Pháp)
- James Maynard (Anh)
- Guido de Philippis (Ý)
- Peter Scholze (Đức)
- Péter Varjú (Hungary)
- Geordie Williamson (Úc)
- Thomas Willwacher (Đức)
- Sara Zahedi (Thụy Điển)

### 2012 -Krakow
- Simon Brendle (Đức)
- Emmanuel Breuillard (Pháp)
- Alessio Figalli (Ý)
- Adrian Ioana (Romania)
- Mathieu Lewin (Pháp)
- Ciprian Manolescu (Romania)
- Grégory Miermont (Pháp)
- Sophie Morel (Pháp)
- Tom Sanders (Anh)
- Corinna Ulcigrai (Ý)

### 2008 - Amsterdam
- Artur Ávila (Brazil)
- Alexei Borodin (Nga)
- Ben Green (Anh)
- Olga Holtz (Nga)
- Boáz Klartag (Israel)
- Alexander Kuznetsov (Nga)
- Assaf Naor (Cộng hòa Séc, Israel)
- Laure Saint-Raymond (Pháp)
- Agata Smoktunowicz (Ba Lan)
- Cédric Villani (Pháp)

### 2004 - Stockholm
- Franck Barthe (Pháp)
- Stefano Bianchini (Ý)
- Paul Biran (Israel)
- Elon Lindenstrauss (Israel)
- Andrei Yuryevich Okounkov (Nga)
- Sylvia Serfaty (Pháp)
- Stanislav Smirnov (Nga)
- Xavier Tolsa (Tây Ban Nha)
- Warwick Tucker (Úc / Thụy Điển)
- Otmar Venjakob (Đức)

### 2000 - Barcelona
- Semyon Alesker (Israel)
- Raphaël Cerf (Pháp)
- Dennis Gaitsgory (Mỹ)
- Emmanuel Grenier (Pháp)
- Dominic Joyce (Anh)
- Vincent Lafforgue (Pháp)
- Michael McQuillan (Anh)
- Stefan Nemirowski (Nga)
- Paul Seidel (Pháp)
- Wendelin Werner (Pháp)

### 1996 – Budapest
- Alexis Bonnet (Pháp)
- Timothy Gowers (Anh)
- Annette Huber-Klawitter (Đức)
- Aise Johan de Jong (Hà Lan)
- Dmitri Kramkow (Nga)
- Jiří Matoušek (Cộng hòa Séc)
- Loïc Merel (Pháp)
- Grigori Perelman (Nga) (từ chối)
- Ricardo Pérez-Marco (Tây Ban Nha / Pháp)
- Leonid Polterovich (Nga / Israel)

### 1992 - Paris
- Richard Borcherds (Anh)
- Jens Franke (Đức)
- Alexander Goncharov (Nga)
- Maksim Lvovich Kontsevich (Nga)
- François Laborie (Pháp)
- Tomasz Łuczak (Ba Lan)
- Stefan Müller (nhà toán học) (Đức)
- Vladimír Šverák (Tiệp Khắc)
- Gábor Tardos (Hungary)
- Claire Voisin (Pháp)